# Józef Mejer

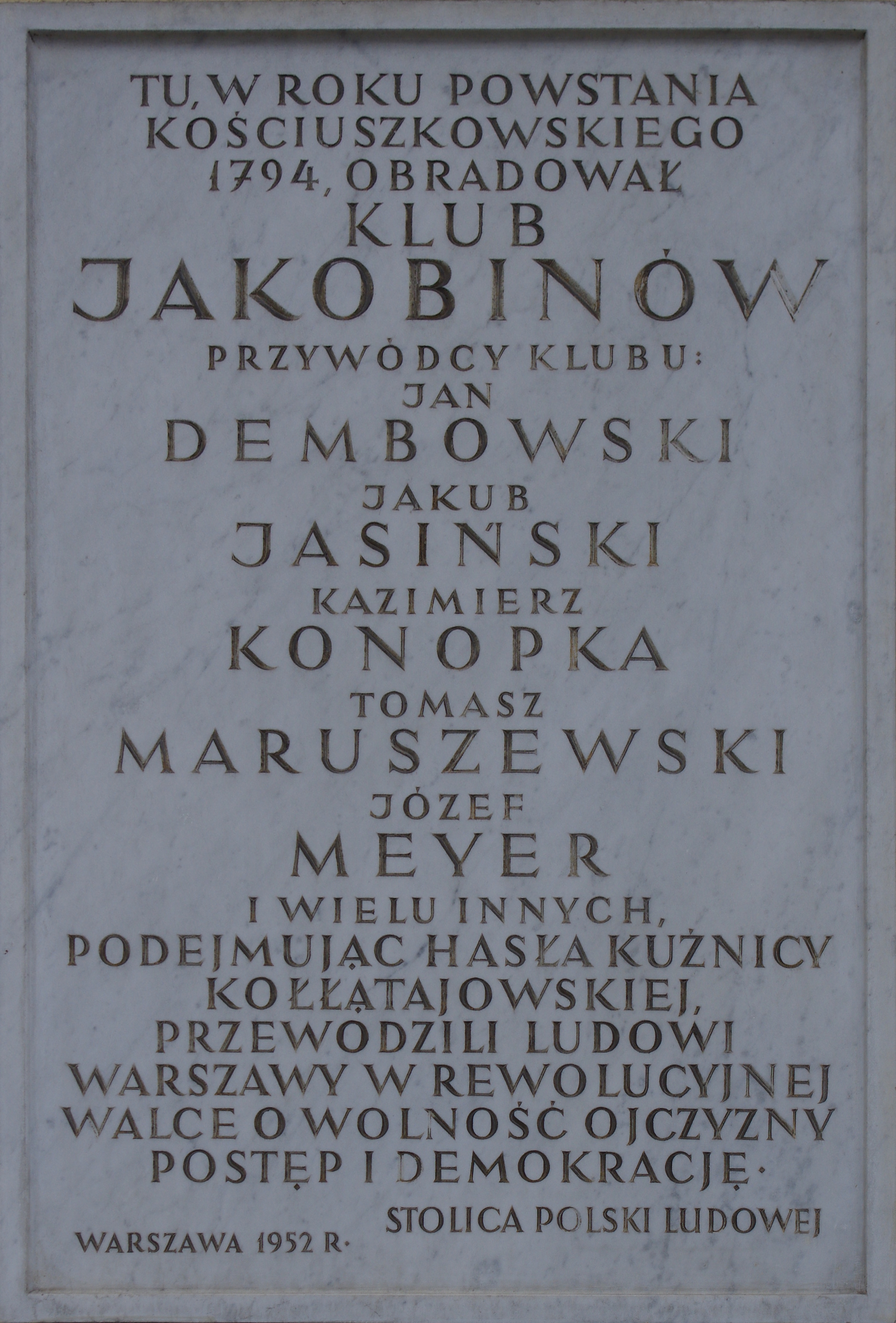
Tablica upamiętniająca jakobinów polskich na Placu Bankowym w Warszawie

Józef Mejer, właśc. Franciszek Mejer (ur. 8 października 1743, zm. 15 maja 1825 w Krakowie) – członek tzw. Kuźnicy Kołłątajowskiej, jeden z przywódców jakobinów warszawskich, publicysta, ekspijar.

## Biografia
Franciszek Mejer urodził się 8 października 1743 roku. Do pijarów wstąpił 19 listopada 1759 roku, przyjmując imię Józef. Po odbyciu nowicjatu podjął naukę w seminarium pijarskim w Rzeszowie w 1760 roku oraz w kolegium pijarskim w Międzyrzeczu Koreckim do 1762 roku. Zdobywszy wykształcenie nauczycielskie, rozpoczął nauczanie w szkołach pijarskich w Warężu, Radomiu i Łukowie. Po 1765 Mejer przebywa w klasztorze w Warszawie. W 1777 władze zakonne wysyłają Mejera do Krakowa i wszczęte zostaje przeciwko niemu wewnątrz zakonne postępowanie w związku z jego łamaniem ślubów zakonnych. Zostaje odsunięty od pracy w szkole i skierowany najpierw do Kolegium Pijarów w Podolińcu, w 1768 do Wielunia. W 1769 Mejer opuścił dom zakonny i udał się na Śląsk.
W 1771 zadebiutował na łamach „Monitora”. Pisał dla „Dziennika Handlowego”, a następnie samodzielnie wydawał „Dziennik Uniwersalny”. Publikował broszury popularyzujące nowe idee dotyczące gospodarki, m.in. Myśl o utworzeniu Banku Narodowego. Władając francuskim i niemieckim, przetłumaczył dla Teatru Narodowego w Warszawie dramy Augusta von Kotzebu Indianie w Anglii oraz Dziecko miłości. Przypisywane jest mu autorstwo dzieła Prawo natury czyli o związkach naturalnych wydanego w 1789. Był związany z Kuźnicą Kołłątajowską (1789–1792). W trakcie konfederacji targowickiej (1792–1793) i insurekcji kościuszkowskiej (1794) wydawał gazety i broszury związane z aktualną sytuacja polityczną. Mejer uczestniczył w spisku przygotowującym insurekcję warszawską, był aktywny podczas wydarzeń 9 maja i 28 czerwca 1794 roku. Powstańczy Sąd Najwyższy Kryminalny zarzucił Mejerowi czynny udział w samosądzie i zbrodni. Został osadzony 6 lipca w Pałacu Brühla. Po uniewinnieniu i uwolnieniu Mejera powołano do Deputacji Indagacyjnej. W 1795 roku, po III rozbiorze Polski, udał się na emigrację do Francji. W Paryżu był członkiem Deputacji Polskiej.
W 1806 wrócił do Polski. Mieszkał w Krakowie, prowadząc antykwariat. Zmarł 15 maja 1825 roku.

## Upamiętnienie
Franciszek Mejer został upamiętniony na tablicy wmurowanej w 1952 na jednym z filarów galerii gmachu obecnego Urzędu Miasta Stołecznego Warszawy (Pałac Komisji Rządowej Przychodów i Skarbu w Warszawie). Tablica upamiętnia warszawski klub jakobinów z 1794 roku. Mejer był jednym z jego przywódców. Inni wymienieni przywódcy to: Jan Dembowski, Jakub Jasiński, Kazimierz Konopka, Tomasz Maruszewski.

## Konotacje w kulturze
Osoba Józefa Mejera pojawia się w spektaklu telewizyjnym Trzeci Maja z 1976 roku w reżyserii Grzegorza Królikiewicza. W rolę Mejera wcielił się aktor Zygmunt Malanowicz.
Postać księdza Meiera przedstawiona została przez Jarosława Marka Rymkiewicza w wydanym w 2007 roku szkicu historycznym Wieszanie.